# Sergio Reguilón
Sergio Reguilón Rodríguez, né le 16 décembre 1996 à Madrid en Espagne, est un footballeur international espagnol qui évolue au poste d'arrière gauche.

## Biographie

### Real Madrid
À l'âge de quatre ans, Sergio Reguilón commence à jouer pour le Real Madrid où il reste jusqu'en 2003, date à laquelle il rejoint l'EFM Villalba. En 2005, il fait son retour au Real Madrid dans les équipes de jeunes.
En août 2015, il est prêté pour la saison à l'UD Logroñés, club de troisième division. Il y fait ses débuts professionnels le 23 août contre la SD Compostelle. Le 16 janvier suivant, après avoir été peu utilisé, il retourne au Real Madrid Castilla, également en troisième division.
En août 2016, il est à nouveau prêté à l'UD Logroñés. Désormais titulaire indiscutable, il inscrit huit buts au cours de cette saison dont trois le 2 octobre 2016, lors d'une victoire contre le Bilbao Athletic (5-3).
De retour au Real Madrid Castilla, il est l'un des joueurs majeurs de Santiago Solari.
En août 2018, il est promu en équipe première par Julen Lopetegui, le nouvel entraîneur du Real Madrid.
Le 2 octobre 2018, Reguilón fait ses débuts professionnels avec le Real Madrid lors d'un match de Ligue des champions, en étant titularisé sur la pelouse du CSKA Moscou (défaite 1-0).
Il remporte avec son équipe la Coupe du monde des clubs de la FIFA en 2018.

### Séville FC
Il est prêté à Séville par le Real Madrid pour la saison 2019-2020, sans option d'achat. Il est titulaire pour son premier match avec Séville, le 18 août 2019, lors de la première journée de la saison 2019-2020 de Liga face à l'Espanyol de Barcelone. Reguilón se montre décisif d'entrée en ouvrant le score ce jour-là, puis en délivrant une passe décisive pour Nolito, contribuant grandement à la victoire de son équipe (0-2). Il réalise une très bonne saison sous ses nouvelles couleurs, étant considéré comme étant un grand espoir et permet à Séville de remporter une sixième Ligue Europa face à l'Inter Milan (3-2).

### Tottenham Hotspur
Le 19 septembre 2020, Sergio Reguilón est transféré à Tottenham Hotspur en Angleterre pour un contrat allant jusqu'en 2025. Il dispute son premier match avec les Spurs le 29 septembre 2020 à l'occasion du quatrième tour de la League Cup face à Chelsea au Tottenham Hotspur Stadium. Très en vue pendant la rencontre, Reguilón est passeur décisif sur l'égalisation de Erik Lamela à cinq minutes du terme et Tottenham s'impose aux tirs au but (1-1 ; 5-4 t.a.b.). Il joue son premier match en Premier League le 4 octobre 2020, lors de la quatrième journée de la saison 2020-2021 contre Manchester United, à Old Trafford. Il est titularisé et son équipe s'impose largement par six buts à un.

### Atlético Madrid
Le 30 août 2022, Sergio Reguilón fait son retour en Espagne, en étant prêté pour une saison à l'Atlético de Madrid.
Il joue son premier match pour l'Atlético le 9 novembre 2022, lors d'une rencontre de championnat face au RCD Majorque. Il entre en jeu et son équipe est battue par un but à zéro.

### Manchester United
Après la saison dernière à l'Atlético de Madrid ou il aura joué 12 match, c'est le 1er septembre 2023 que Reguilón signe en prêt à Manchester United pour une seule saison.
Il joue son premier match pour Manchester le 16 septembre 2023, lors d'une rencontre de championnat face à Brighton & Hove Albion. Il est titularisé lors de ce match perdu par son équipe (1-3 score final). C'est le 4 janvier 2024 que son prêt est rompu à la suite du retour de blessure de Luke Shaw et de Tyrell Malacia,.

### Brentford FC
Deux semaines après être parti de Manchester United, Sergio Reguilón est à nouveau prêté pour le reste de la saison par Tottenham Hotspur, cette fois au Brentford FC.

### En sélection
Luis Enrique, le sélectionneur de l'équipe nationale d'Espagne, convoque Sergio Reguilón en août 2020 et il honore sa première sélection le 6 septembre 2020 face à l'Ukraine. Il est titularisé et son équipe s'impose par quatre buts à zéro. Reguilón se blesse toutefois lors de cette rencontre à la suite d'un contact avec Viktor Kovalenko.

## Statistiques
| Saison                | Club                      | Championnat           | Championnat | Championnat | Championnat | Coupe(s) nationale(s) | Coupe(s) nationale(s) | Coupe(s) nationale(s) | Compétition(s) continentale(s) | Compétition(s) continentale(s) | Compétition(s) continentale(s) | Compétition(s) continentale(s) | Total | Total | Total |
| Saison                | Club                      | Division              | M.          | B.          | P.d.        | M.                    | B.                    | P.d.                  | Comp.                          | M.                             | B.                             | P.d.                           | M.    | B.    | P.d.  |
| 2015-2016             | Real Madrid Castilla      | Segunda B             | 18          | 0           | 0           | -                     | -                     | -                     | -                              | -                              | -                              | -                              | 18    | 0     | 0     |
| 2017-2018             | Real Madrid Castilla      | Segunda B             | 30          | 2           | 4           | -                     | -                     | -                     | -                              | -                              | -                              | -                              | 30    | 2     | 4     |
| Sous-total            | Sous-total                | Sous-total            | 48          | 2           | 4           | -                     | -                     | -                     | -                              | -                              | -                              | -                              | 48    | 2     | 4     |
| 2015-2016             | UD Logroñés (prêt)        | Segunda B             | 9           | 0           | 0           | 3                     | 0                     | 0                     | -                              | -                              | -                              | -                              | 12    | 0     | 0     |
| 2016-2017             | UD Logroñés (prêt)        | Segunda B             | 30          | 7           | 1           | 1                     | 0                     | 0                     | -                              | -                              | -                              | -                              | 31    | 7     | 1     |
| Sous-total            | Sous-total                | Sous-total            | 39          | 7           | 1           | 4                     | 0                     | 0                     | -                              | -                              | -                              | -                              | 43    | 7     | 1     |
| 2018-2019             | Real Madrid               | Liga                  | 14          | 0           | 2           | 4                     | 0                     | 0                     | C1                             | 4                              | 0                              | 1                              | 22    | 0     | 3     |
| 2019-2020             | Séville FC (prêt)         | Liga                  | 31          | 2           | 4           | 2                     | 0                     | 0                     | C3                             | 5                              | 1                              | 1                              | 38    | 3     | 5     |
| 2020-2021             | Tottenham Hotspur         | Premier League        | 27          | 0           | 4           | 4                     | 0                     | 2                     | C3                             | 5                              | 0                              | 0                              | 36    | 0     | 6     |
| 2021-2022             | Tottenham Hotspur         | Premier League        | 25          | 2           | 3           | 4                     | 0                     | 0                     | C4                             | 2                              | 0                              | 0                              | 31    | 2     | 3     |
| 2024-2025             | Tottenham Hotspur         | Premier League        | 4           | 0           | 0           | 2                     | 0                     | 0                     | C3                             | 2                              | 0                              | 0                              | 8     | 0     | 0     |
| Sous-total            | Sous-total                | Sous-total            | 56          | 2           | 7           | 10                    | 0                     | 2                     | -                              | 7                              | 0                              | 0                              | 73    | 2     | 9     |
| 2022-2023             | Atlético de Madrid (prêt) | Liga                  | 11          | 0           | 0           | 1                     | 0                     | 0                     | C1                             | 0                              | 0                              | 0                              | 12    | 0     | 0     |
| Sous-total            | Sous-total                | Sous-total            | 11          | 0           | 0           | 1                     | 0                     | 0                     | -                              | 0                              | 0                              | 0                              | 12    | 0     | 0     |
| 2023-2024             | Manchester United (prêt)  | Premier League        | 9           | 0           | 0           | 1                     | 0                     | 0                     | C1                             | 2                              | 0                              | 0                              | 12    | 0     | 0     |
| Sous-total            | Sous-total                | Sous-total            | 9           | 0           | 0           | 1                     | 0                     | 0                     | -                              | 2                              | 0                              | 0                              | 12    | 0     | 0     |
| 2023-2024             | Brentford FC (prêt)       | Premier League        | 16          | 0           | 1           | 1                     | 0                     | 0                     | -                              | -                              | -                              | -                              | 17    | 0     | 1     |
| Sous-total            | Sous-total                | Sous-total            | 16          | 0           | 1           | 1                     | 0                     | 0                     | -                              | 7                              | 0                              | 0                              | 24    | 0     | 1     |
| Total sur la carrière | Total sur la carrière     | Total sur la carrière | 224         | 13          | 19          | 22                    | 0                     | 2                     | -                              | 18                             | 1                              | 0                              | 264   | 14    | 21    |

## Palmarès
- Vainqueur de la Ligue Europa en 2020 avec le Séville FC.
- Vainqueur de la Coupe du monde des clubs de la FIFA en 2018 avec le Real Madrid.
- Finaliste de la Coupe de la Ligue en 2021 avec Tottenham Hotspur.
- Vainqueur de la Ligue Europa en 2025 avec Tottenham Hotspur.